# 帕蒂和塞尔玛
帕蒂和塞尔玛（英語：Patty and Selma）是动画片《辛普森一家》中的角色，由朱莉·凱夫納配音，并在剧集“Simpsons Roasting on an Open Fire”中首次出现。他們是雙胞胎。他們是玛琦的姊姊，都在春田镇车管所上班，極不喜歡妹夫霍默。塞爾瑪比帕蒂早生兩分鐘，並渴望男性，妹妹帕蒂是女同性戀。